# Гробница на Саади
Гробницата на Саади се намира в Шираз.
Посветена е на Абу Абдаллах Мушрифаддин Саади Ширази, по-известен просто като Саади – един от най-великите персийски поети от средновековния период. Той е популярен не само в персийско-говорещите страни, но е цитиран също и в западни източници. Признат е заради качеството на неговите произведения и заради дълбочината на неговите социални и морални мисли.
Гробницата на Саади е разположена в североизточната част на Шираз. Намираща се в прекрасна градина, сегашната гробница е построена през 1952 г. и замества по-ранна и много по-проста конструкция. Изглежда като куб отвън, но отвътре сградата е осмоъгълна. Върху нея е изграден невероятен лазурно-син купол, а по стените на мавзолея, които са мраморни, са изписани стихове на поета.
В двора на гробницата и пред входа има красиво езерце. Посетителите хвърлят монети в езерото, за да се сбъднат желанията им. Самата сграда е построена в ирански стил и е разположена върху площ от 257 m2.
За разлика от Хафез, Саади пътувал много в Ирак и Сирия, където дори бил заловен от кръстоносците. В Багдад изучава философия и суфизъм. След завръщането си в Шираз, Саади написва най-известните си творби Бустан (Плодна градина, 1257 г.) и Гюлестан (Градина на розите, 1258 г.), които са морални приказки, написани или в стих, или в проза и стих.
Твърди се, че Саади е починал от старост на цели 101 години. Гробницата на поета е една от туристическите забележителности на град Шираз. Намира се в близост до красивата градина Делгоша.